# Bemisia ovata
Bemisia ovata là một loài côn trùng cánh nửa trong họ Aleyrodidae, phân họ Aleyrodinae.
Bemisia ovata được Goux miêu tả khoa học đầu tiên năm 1940.